# Lijst van voetbalinterlands Schotland - Tsjecho-Slowakije
Deze lijst van voetbalinterlands is een overzicht van alle officiële voetbalwedstrijden tussen de nationale teams van Schotland en Tsjecho-Slowakije. De landen speelden in totaal tien keer tegen elkaar. De eerste ontmoeting, een vriendschappelijke wedstrijd, werd gespeeld in Praag op 15 mei 1937. Het laatste duel, een kwalificatiewedstrijd voor het Wereldkampioenschap voetbal 1978, vond plaats op 21 september 1977 in Glasgow.

## Wedstrijden
| №  | Plaats       | Datum             | Competitie           | Wedstrijd                     | Uitslag |
| -- | ------------ | ----------------- | -------------------- | ----------------------------- | ------- |
| 1  | Praag        | 15 mei 1937       | Vriendschappelijk    | Tsjecho-Slowakije – Schotland | 1 – 3   |
| 2  | Glasgow      | 8 december 1937   | Vriendschappelijk    | Schotland – Tsjecho-Slowakije | 5 – 0   |
| 3  | Bratislava   | 14 mei 1961       | WK 1962 kwalificatie | Tsjecho-Slowakije – Schotland | 4 – 0   |
| 4  | Glasgow      | 26 september 1961 | WK 1962 kwalificatie | Schotland – Tsjecho-Slowakije | 3 – 2   |
| 5  | Brussel      | 29 november 1961  | WK 1962 kwalificatie | Tsjecho-Slowakije – Schotland | 4 – 2   |
| 6  | Porto Alegre | 2 juli 1972       | Vriendschappelijk    | Tsjecho-Slowakije – Schotland | 0 – 0   |
| 7  | Glasgow      | 26 september 1973 | WK 1974 kwalificatie | Schotland – Tsjecho-Slowakije | 2 – 1   |
| 8  | Bratislava   | 17 oktober 1973   | WK 1974 kwalificatie | Tsjecho-Slowakije – Schotland | 1 – 0   |
| 9  | Praag        | 13 oktober 1976   | WK 1978 kwalificatie | Tsjecho-Slowakije – Schotland | 2 – 0   |
| 10 | Glasgow      | 21 september 1977 | WK 1978 kwalificatie | Schotland – Tsjecho-Slowakije | 3 – 1   |

## Samenvatting
| Competitie        | Totaal gespeeld | Winst Schotland | Gelijk | Winst Tsjecho-Slowakije | Doelsaldo Schotland – Tsjecho-Slowakije |
| ----------------- | --------------- | --------------- | ------ | ----------------------- | --------------------------------------- |
| WK-kwalificatie   | 7               | 3               | 0      | 4                       | 10 − 15                                 |
| Vriendschappelijk | 3               | 2               | 1      | 0                       | 8 − 1                                   |
| Totaal            | 10              | 5               | 1      | 4                       | 18 − 16                                 |